# Falsos merovingis
La denominació de falsos merovingis reagrupa als personatges que apareixen de vegades en certes genealogies dels merovingis, sobre els quals existeix controvèrsies o dubtes referides a la seva existència real o a la seva pertinença a la dinastia merovíngia.

## Prínceps o reines inventades a l'edat mitjana
En el transcurs de l'alta edat mitjana, les cartes no se satisfeien amb l'aridesa de les informacions contingudes en els primers relats com el de Gregori de Tours. Els autors van començar a afegir persones en el seu relats, de vegades sense preocupació de versemblança. Tots els personatges d'aquesta secció tenen això en comú que no són mencionats per cap document de la seva època i només alguns segles més tard.
- Amatilda
- Ansbert el Senador
- Blitilda
- Khildesinda
- Ermenquilda
- Matilde
- Faramon

## Prínceps o reines inventades sota l'Antic Règim
- Adalbert de Saxònia
- Argotta
- Boggis i Bertran
- Hildegunda
- Odda
- Rotilda
- Wambert de Saxònia

## Prínceps o reines inventades en l'època contemporània
Amb l'època contemporània apareix la crítica històrica que posa en evidència els personatges inventats. Però aquesta nova disciplina no impedeix certs autors contemporanis a proposar noves persones inventades i sense proveeix el menor documents en suport de les seves propostes.
- Amaltida
- Khilperic de Tolosa
- Clodomir rei de Worms
- Chlodeswida Verica
- Edona
- Eustera de Visigòtia
- Fulberta
- Frotmond
- Meroveu, pare del rei Meroveu
- Ragentruda
- Sigebert IV
- Sigebert V
- Siguld d'Austràsia
- Tanaquil·la

## Persones reals erròniament lligats als merovingis
Quan els autors (siguin medievals o contemporanis) van inventar prínceps ficticis que van connectar amb els merovingis, els van barrejar sovint amb persones reals, per tal de donar un aspecte de versemblança al seu relat i de convèncer el seu lector. És així com autèntics nobles de l'Alta Edat Mitjana s'han trobat connectats, equivocadament, a la família merovingia. Aquest fenomen ha tingut igualment lloc per interès. Així les abadies de Pfalzel i d'Oeren han considerat com interessant d'enllaçar les seves fundadores a una nissaga reial.
- Adela de Pfalzel
- Irmina d'Oeren
- Ragnetruda
- Arnold, probablement Arnoald bisbe de Metz del segle VII. Seria el pare d'Arnulf de Metz
- Gisela de Laon (Gisela Regina)
- Godepert
- Pertari o Bertari

## Persones reals de les quals el vincle amb els merovingis és incert
- Bereswinda
- Berta (filla de Clotari II)
- Brunulf
- Ricomer (patrici de Burgúndia)